# Thijs van der Meulen
Thijs van der Meulen (Amsterdam, 17 december 1980) is een Nederlands voetballer die als verdediger voor FC Den Bosch speelde.

## Carrière
Thijs van der Meulen speelde in de jeugd van VV OSM '75 en USV Elinkwijk. Na enkele seizoenen voor Elinkwijk te hebben gespeeld, maakte hij de overstap naar eredivisionist FC Den Bosch. Hier debuteerde hij op 4 december 2004, in de met 4-0 verloren uitwedstrijd tegen FC Twente. Van der Meulen kwam in de 72e minuut in het veld voor Paul Beekmans. Hierna vertrok hij bij FC Den Bosch, en speelde voor de amateurclubs Kozakken Boys, FC Breukelen, FC Hilversum, SVC '08 en de zaterdagafdeling van HFC EDO.

### Statistieken
| Seizoen                   | Club           | Land           | Competitie       | Competitie | Competitie | Beker | Beker | Totaal | Totaal |
| Seizoen                   | Club           | Land           | Competitie       | Wed.       | Dlp.       | Wed.  | Dlp.  | Wed.   | Dlp.   |
| ------------------------- | -------------- | -------------- | ---------------- | ---------- | ---------- | ----- | ----- | ------ | ------ |
| 2004/05                   | FC Den Bosch   | Nederland      | Eredivisie       | 1          | 0          | ?     | ?     | 1      | 0      |
| 2010/11                   | FC Hilversum   | Nederland      | Topklasse Zondag | 26         | 0          | 1     | 1     | 27     | 1      |
| 2011/12                   | FC Hilversum   | Nederland      | Topklasse Zondag | 26         | 2          | 2     | 0     | 28     | 2      |
| Carrièretotaal            | Carrièretotaal | Carrièretotaal | Carrièretotaal   | 53         | 2          | 3     | 1     | 56     | 3      |
| Bijgewerkt op 8 juni 2018 |                |                |                  |            |            |       |       |        |        |